# Camerica
Camerica era una empresa desarrolladora de videojuegos que destacó por la producción sin licencia de juegos y hardware para Nintendo Entertainment System. Fue fundada en 1988 y publicó juegos hasta su quiebra y cerro sus puertas en 1993. Creó una serie de periféricos para la NES, incluyendo el Aladdin Deck Enhancer. Camerica tenía los derechos para publicar la mayor parte de los juegos de Codemasters, tanto en la NES como en el Deck Enhancer.
Camerica creó muchos de los primeros periféricos para la NES, entre ellos los mandos Supersonic y Freedom Connection (un controlador inalámbrico), ambos productos oficiales (y ambos diseñados por Acemore). Sin embargo, deja caducar su licencia por razones desconocidas, mientras que muchos de estos productos estaban en el mercado. Nintendo presentó al poco una demanda y ganó, lo que detuvo la venta de muchos de los productos de Camerica. 
Puesto que Camerica aún carecía de licencia para producir juegos de NES, por lo que tuvieron que crear sus propios cartuchos que eludieran el chip de bloqueo 10NES que Nintendo usaba en América. Al igual que el circuito utilizado por Color Dreams en sus cartuchos, la llave de Camerica genera pulsos de glitch que congelan el chip. Los cartuchos se hicieron con una forma ligeramente diferente a los cartuchos de Nintendo, aunque aún caben en la NES. La diferencia más notable fue, sin embargo, el color: todos los cartuchos de Camerica eran primero dorados y luego plateados. También incluían un conmutador para jugar en las NES europeas.
Camerica comercializó el Game Genie diseñado por Codemasters en Canadá y el Reino Unido.

## Juegos de Camerica para NES
- Bee 52
- Big Nose Freaks Out
- Big Nose the Caveman
- Dizzy the Adventurer
- Fantastic Adventures of Dizzy
- FireHawk
- Linus Spacehead's Cosmic Crusade
- Micro Machines
- Mig 29 Soviet Fighter
- Quattro Adventure
- Quattro Arcade
- Quattro Sports
- Super Robin Hood
- Stunt Kids
- The Ultimate Stuntman